# جمال العطيفي
جمال الدين أحمد سلامة العطيفي وزير إعلام مصري سابق ووزير الثقافة المصرية السابق. هو من أحد عائلات الأشراف بمركز أبوتيج, من مواليد محافظة أسيوط عام 1925. دكتوراه في القانون من جامعة القاهرة عام 1964 وتوفي عام 1983.

## التدرج الوظيفى
- سياسي وإعلامي شغل منصب وكيل نيابة الصحافة عام 1944 .
- عمل مستشاراً قانونياً للرقابة على النشر عام 1949.
- عمل وكيل أول نيابة الصحافة عام 1953.
- عمل مستشاراً قانونياً لمؤسسة الأهرام عام 1962.
- عين رئيساً للجنة التشريعية عام 1972.
- تولى رئاسة وزارة الإعلام في الفترة من 19 مارس 1976 وحتى 2 فبراير 1977 .

## إنجازاته
- وضع مشروع قانون دستور سنة 1971 الجوائز والأوسمة التي حصل عليها:
- حصل على وسام الجمهورية من الطبقة الأولى عام 1983.